# Monte Murphy
El monte Murphy es un volcán en escudo macizo, recubierto de nieve y sumamente erosionado con laderas pronunciadas y rocosas. Se encuentra al sur de la península Bear, tierra de Marie Byrd, Antártida. La montaña se encuentra rodeada por los glaciares Smith, Pope y Haynes. Se estima su última erupción ocurrió a fines del Mioceno. Tiene una altitud de 2705 m.
Fue incorporado a los mapas a partir de fotografías aéreas tomadas por la Operación Highjump de la US Navy en enero de 1947. Fue nombrado por el US-ACAN en honor a Robert Cushman Murphy del Museo de Historia Natural Americana, una reconocida autoridad sobre la vida de las aves de la Antártida y sub-Antártida. Mientras estuvo a bordo de un ballenero, Murphy relevó la zona de la bahía de las Islas en Georgia del Sur. 